# Стальмак, Кузьма Филиппович
Кузьма Филиппович Стальмак (15 июля 1922 — 26 марта 2001) — передовик советского сельского хозяйства, звеньевой колхоза «1 Мая» Усть-Абаканского района Хакасской автономной области, Герой Социалистического Труда (1949).

## Биография
Родился в 1922 году в селе Шадрино, Идринского района Красноярского края, в крестьянской семье. По национальности - хакас. 
В 14 лет начал трудовую деятельность в местном колхозе "1 Мая", разнорабочим. Позже ему доверили возглавить полеводческое звено по выращиванию зерновых культур. Завершив обучение в Усть-Абаканском профессиональном техническом училище по специальности тракторист-машинист, продолжил свою трудовую деятельность в колхозе. 
В послевоенные годы колхоз постоянно собирал очень высокий урожай зерновых. В 1947 году Стальмак сумел получить на площади 20 гектаров 30,7 центнеров пшеницы с гектара.    
Указом Президиума Верховного Совета СССР от 21 февраля 1949 года за достижение высоких показателей в производстве продукции сельского хозяйства и высокие урожаи пшеницы Кузьме Филипповичу Стальмаку было присвоено звание Героя Социалистического Труда с вручением ордена Ленина и медали «Серп и Молот». 
В 1968 году произошла реорганизация колхоза. Стал работать бригадиром тракторной бригады. Трудился в колхозе до выхода на заслуженный отдых. 
Проживал в Усть-Абаканском районе. Умер 26 марта 2001 года. 

## Награды
За трудовые успехи был удостоен:
- золотая звезда «Серп и Молот» (21.02.1949)
- орден Ленина (21.02.1949)
- другие медали.